# Портфолио
Портфолио је скуп података и радова, свих постигнућа, остварења, планова, идеја и догађања која се желе запамтити и презентирати, комплетно представљање појединца, групе или фирме.” Значење је могуће извести из чињенице да реч портфолио долази из италијанског језика portafoglio што значи “носити папир”.

## Портфолио у васпитно образовном раду предшколских установа
У неком најопштијем смислу би значење портфолија било да је он скуп продуката и  бележака, а у циљу праћења развоја. Портфолио „омогућава да процес вредновања (..) постаје и сам део процеса учења, односно представља начин учења кроз евалуацију, као и евалуацију у функцији управљања учењем“

### Документовање дечјег напретка
Задатак, који сваки васпитач ставља испред себе, је дати подршку развоју детета и омогућити му да буде здраво, срећно и да оствари свој пун потенцијал.
У циљу што целовитијег напретка детета, битно је да се има јасна слика о томе колико је дете постигло у одређеној области развоја и где се налазе „слабе карике“ односно који сегменти траже додатни подстицај за развој, те који од метода рада са дететом би био најефикаснији.
Да би одговори на ова питања били правоваљани, а циљ остварен, важно је имати алате који ће омогућити праћење развоја и напретка детета.
Инструменти праћења су пре свега базирани  на сазнањима из области дечје психологије и као такви теже да што прецизније означе ону узрасну доб кад се дешавају најкрупније прекретнице у развоју статистички гледано. Користе се мапе развоја, чек листе, скале процене, анегдотске белешке, дневничке белешке, интервјуи учесника у развоју детета, протокол посматрања на основу временског узрока или узрока догађаја, процењују се продукти у оквиру ликовног и говорног стваралаштва.
Грађа која произађе из оваквог процеса је по правилу обимна. Сортирање података се врши хронолошки или по аспектима развоја, у најбољем случају комбинацијом ова два начина да би се добио преглед напретка по областима у временском континуитету.„Процес документовања у вртићу има значајну улогу у стварању окружења која уважава индивидуалност детета. Сматра се да васпитачи у документовању указују на индивидуална понашања сваког детета, што утиче на стварање адекватног образовног контекста“
Важан део документовања дечјег напретка чине информације које пружа родитељ/ старатељ детета. „Успешан развој и васпитавање предшколске деце зависе од могућности остваривања васпитне функције родитеља и васпитача“. Начин партиципације родитеља у креирању дечјег портфолија је продукт договора васпитача и родитеља и може подразумевати белешке, анегдоте, аудио-визуелни материјал и сл, а да се односе на период када дете не борави у вртићу, те самим тим васпитач није у прилици да забележи напредак. Родитељи оваквим учествовањем у креирању портфолија добијају, пре свега, директан увид у праћење развоја напредовања свог детета. У могућности су да потпуније сагледавају и схватају озбиљност васпитно-образовног рада у вртићу,а самим тим да буду отворенији за даљњу сарадњу (што може да има само позитивне ефекте на развој детета). Осим тога, добијају трајну и аутентичну успомену на предшколски период свог детета.
Током планирања сарадње са родитељима, добро је имати утврђен дан кад се организују тзв. Отворена врата. То је период када родитељи могу доћи у вртић и са васпитачем насамо продискутовати о садржини портфолија и напретку детета. Ове састанке је могуће организовати само на нивоу одраслих васпитач-родитељ, али пожељно је имати и такве састанке/ радионице на којима дете презентује родитељима садржину свог портфолија. Ово је важан део у процесу формирања портфолија јер оснажује поверење између васпитача и родитеља и пружа родитељу ширу слику у напретку детета. Поред тога свако гостовање родитеља у вртићу ствара код детета конекцију између два позната му простора: куће и вртића.
У процес документовања се укључује и дете, које учествује избором ликовних и говорних продуката који ће се наћи у портфолију. Укључујући дете у процес, утиче се на јачање његовог самопоштовања и самопоуздања. Оно што чини важним јачање ових делова личности је да су они основа за развој резилијентности (способности да се дете носи са кризама и нормалним искуствима на емоционално и физички здрав начин).  Овде издвајам тај битан сегмент функције портфолија који више не служи само за документовање и праћење напретка, већ има функцију средства за рад.

### Дечји вртић као средина за развој
Систем дечјег вртића као средине за бригу о деци носи са собом одређене специфичности. Пре свега то је систем који упућује дете на социјалне контакте и то не оне на које је навикло у оквиру породице. Читав склоп вртића подстиче дете да развија своје социјалне вештине. С тим у вези је и његово праћење као појединца уско повезано са животом у групи. „На нивоу једне вршњачке групе (..), свако њихово појединачно искуство утиче на искуства која ће се догодити као заједничка“.
Васпитачу који планира активности и поставља циљеве на основу дечјег напретка су битна оба погледа на овај процес. С једне стране се воде белешке о појединачном дечјем напретку, а с друге стране се прати и бележи динамика и развој групе. За праћење напретка групе се формира групни портфолио који пре свега, уз радну књигу васпитача, служи васпитачу да процени успешност остваривања задатих циљева за групу. То је важан део евалуационог процеса васпитно-образовног рада.
Да би документовање групног портфолија било заокружено, у процес се укључују и родитељи, али на мало другачији начин него приликом израде појединачног портфолија. Документују се заједничке акције и учествовање родитеља у раду и животу групе. „У таквим ситуацијама, атмосфера која влада у васпитној групи резултат је узајамних односа родитеља, васпитача и деце“.
Сагледавањем ова два упоредна система документовања, индивидуалног и групног портфолија, добија се оптималан увид за најподобније предстојеће планове и акције што се тиче дечијег развоја.

### Портфолио као рефлексија васпитача
Постоји још један вид портфолија који је део васпитно-образовног процеса, а то је професионални портфолио васпитача. Овај портфолио приказује компетенције васпитача и документује његов напредак и усавршавање у струци. Информације које се пружају путем овог документа имају за циљ да рефлектују праксу и укажу које компетенције васпитач мора да ојача. Васпитач је овде у прилици да самовреднује свој рад, одреди аспирације за наредни период и на основу потешкоћа на које наилази у пракси одреди смернице свог оснаживања. Тако и садржина овог портфолија не би требало да приказује само афирмативне аспекте праксе већ и процес када је васпитач наишао на препреку и на који ју је начин превазишао. Документовање оваквих ситуација не служе да прикажу слабост васпитача, већ да укажу на ресурсе којих до тада није био свестан. У систему подршке, професионални портфолио може да послужи и стручном сараднику да добије шири увид у професионални развој појединог васпитача и на основу њега да дâ сугестије и планира будућу сарадњу.